# Médanos
Médanos är en ort i Argentina.   Den ligger i provinsen Buenos Aires, i den centrala delen av landet, 600 km sydväst om huvudstaden Buenos Aires. Médanos ligger 33 meter över havet och antalet invånare är 5 245.
Terrängen runt Médanos är mycket platt. Runt Médanos är det mycket glesbefolkat, med 2 invånare per kvadratkilometer.. Det finns inga andra samhällen i närheten.
Omgivningarna runt Médanos är i huvudsak ett öppet busklandskap.